# 出射瞳
出射瞳（Exit pupil），或稱出射光瞳，在光學系統上是光圈的真正直徑，只有穿過這個真正口徑的光線可以離開系統。出射瞳在光學上是跟隨在影像的口徑中止位置之後，這真正開口和直徑的意義是相同的。

## 演算法
對望遠鏡，出射瞳的直徑可以用接目鏡的焦長除以望遠鏡的焦比（F值）來計算；更簡單的算法是接物鏡的直徑除以放大倍數。

## 影像的亮度和清澈
在視覺直接觀察系統的設計中，出射瞳的大小應與觀測者眼睛的的瞳孔相當，並且要在離開目鏡後有一段舒適的距離，這樣觀測者才能將瞳孔放置在出射瞳的平面上。這也允許最大量的光線抵達視網膜，影像也才不會有暈影。
例如，規格為7×50的雙筒望遠鏡，出射瞳正好略大於7 mm，這正是眼睛的瞳孔在夜晚的大小。這意味著在夜晚使用這一種雙筒望遠鏡，通過目鏡然後進入瞳孔中的光線，一點都沒有損失掉（假設傳導是完美的）。但在白天，瞳孔的直徑大約只有4 mm，則有一半以上的光量不能到達視網膜。然而，這種損失是無關緊要的，因為在白天有非常充裕的光量。與8×32的雙筒望遠鏡對比，依照規格上的重點，出射瞳的直徑只有4 mm，這正好與白天的瞳孔值徑相同，因此這種望遠鏡在白天使用的效果會比在夜晚來得好。

## 在數位攝影
出射瞳的觀念在光學攝影的書中通常都不會談論到，但是在數位攝影機中這是非常重要的主題。出射瞳與焦平面的距離決定了入射至焦平面的光線角度，而影像感測器，特別是微透鏡，接受光線的角度範圍是有一定限制的。
出射瞳越接近焦平面，視場邊緣入射光的角度就越大。 
在線上的"digital lens FAQ"，在透鏡概念的文章中說明出射瞳距離對定義一台數位相機適用與否的重要性。

## 外部連結
- A short definition of relative brightness